# 드니프로 아레나
드니프로 아레나(우크라이나어: Дніпро-Арена, Dnipro-Arena)는 우크라이나 드니프로에 위치한 축구 경기장이다. SC 드니프로-1의 홈 구장으로 사용되고 있다. 수용 인원은 31,003명이다.